# Noctivox santiagoi
Noctivox santiagoi är en insektsart som beskrevs av Andrej Vasiljevitj Gorochov 2007. Noctivox santiagoi ingår i släktet Noctivox och familjen syrsor. Inga underarter finns listade i Catalogue of Life.